# Los Umbrellos
I Los Umbrellos furono un gruppo latin pop-dance danese, noto in Italia per il singolo No tengo dinero.

## Storia
I Los Umbrellos nacquero nel 1997 da un progetto del produttore discografico Kenneth Bager. Il gruppo era composto dal rapper Al Agami, figlio del sovrano del regno centrafricano non riconosciuto del Lado e dalle due ex modelle danesi Mai Britt Grøndahl e Grith Höifeldt.
Il gruppo ebbe un notevole successo nel 1998 con il singolo No tengo dinero, pubblicato dall'etichetta discografica Virgin, che arrivò ai primi posti di numerose classifiche europee come Austria, Nuova Zelanda, Svizzera e Italia, dove la canzone fu proposta più volte al Festivalbar 1998 e dove fu utilizzata come sigla per il programma televisivo di Italia 1 Il brutto anatroccolo.
Al singolo seguì l'uscita del loro primo ed unico album Flamenco Funk e i singoli Drive e Gigolò, che tuttavia non riscossero successo portando il gruppo allo scioglimento (nel 1999) e ad essere considerato un one-hit wonder.

## Formazione
- Al Agami - voce
- Mai Britt Grøndahl - coro
- Grith Höifeldt - coro

## Discografia

### Album
- 1998 - Flamenco Funk

### Singoli
- 1997 - No tengo dinero
- 1998 - Drive
- 1998 - Gigolò